# Gilberto Hidalgo
Pour les articles homonymes, voir Hidalgo.
Gilberto Hidalgo, né le 26 juin 1961, est un ancien arbitre péruvien de football international de 1999 à 2005.

## Carrière
Il a officié dans des compétitions majeures : 
- Copa América 1999 (2 matchs)
- Copa América 2001 (3 matchs)
- Copa Libertadores 2001 (finale retour)
- Copa Merconorte 2001 (finale retour)
- Copa América 2004 (3 matchs)